# Alberht av East Anglia
Alberht av East Anglia, död 760, var en engelsk monark. Han var kung av East Anglia 749–760. 